# Sestav petih oktaedrov
Sestav petih ikozaedrov je v geometriji sestav uniformnih poliedrov, ki ga sestavlja pet ikozaedrov. Imajo ikozaedrsko simetrijo Ih. Trikotniki tega telesa se lahko razbijejo v dve orbiti za delovanje simetrijske grupe. 40 trikotnikov leži v koplanarnih parih v ikozaedrski ravnini, drugi pa ležijo v samostojnih ravninah.

## Kartezične koordinate
Kartezične koordinate oglišč tega telesa so vse ciklične permutacije vrednosti:
(0, ±2, ±2τ)
(±τ−1, ±1, ±(1+τ2))
(±τ, ±τ2, ±(2τ−1))
kjer je τ = (1+√5)/2 število zlatega reza, ki se ga včasih piše kot φ.